# Гаррисон, Анна
А́нна Та́тхилл Симмс Га́ррисон (Ха́ррисон; 25 июля 1775 — 22 февраля 1864) — жена президента Уильяма Генри Гаррисона, бабушка президента Бенджамина Гаррисона. Номинальная первая леди США в течение одного месяца срока президентства своего мужа в 1841 году.

## Ранняя жизнь и брак
Анна родилась в Морристауне, Нью-Джерси 25 июля 1775 года, её родителями были Джон Кливс Симмс (1742—1814) и Анна Татхилл Симмс (1741—1776). Её мать умерла в 1776 году. Её отец выдавал себя за британского солдата, чтобы нести её на коне на британской линии. Её бабушка и дедушка в Лонг-Айленде заботились о ней во время войны.
Она выросла в Лонг-Айленде, получив необычайно широкое образование для женщины того времени. Когда ей было тринадцать лет, Анна переехала с отцом и мачехой в пустыню штата Огайо, где они поселились в Норт-Бенд, штат Огайо. Во время посещения некоторых родственников в апреле 1795 года Анна Татхилл Симмс встретилась с Уильямом Генри Гаррисоном . Гаррисон, в то время лейтенант армии, был в городе по военным делам. Гаррисон находился в соседним Форт-Вашингтоне. Несмотря на первоначальные недовольство отца Анны, молодые люди стали встречаться и поженились 22 ноября 1795. У них было десять детей:
- Элизабет Бассет Гаррисон (29 сентября 1796-27 сентября 1846)
- Джон Кливс Симмс Гаррисон (28 октября 1798-30 октября 1830)
- Люси Синглтон Гаррисон (5 сентября 1800-7 апреля 1826)
- Уильям Генри Гаррисон-младший (3 сентября 1802-6 сентября 1838); женат на Джейн Ирвин Гаррисон
- Джон Скотт Гаррисон (4 октября 1804-25 мая 1878) — отец будущего президента США Бенджамина Гаррисона.
- Бенджамин Гаррисон (5 мая 1806-9 июня 1840)
- Мэри Симмс Гаррисон (28 января 1809-16 ноября 1842)
- Картер Бассет Гаррисон (26 октября 1811-12 августа 1839)
- Анна Татхилл Гаррисон (28 октября 1813-5 июля 1845)
- Джеймс Финдли Гаррисон (15 мая 1814-6 апреля 1817) (умер в детстве).

## Первая леди
Когда её муж, Уильям Гаррисон, был избран президентом в 1841 году, Анна была заблокирована болезнью в своем доме в Норт-Бенд, и не могла сопровождать мужа в Вашингтон. Президента Гаррисона сопровождала Джейн Ирвин Гаррисон, вдова сына, которому он дал своё имя, которая должна была выполнять все функции Первой леди до того момента, когда Анна не вернется. Однако, 4 апреля, ровно через месяц после своего избрания, президент Гаррисон умер, и Анна так и не въехала в Белый дом.

## Последние годы жизни и смерть
После смерти мужа Анна жила с сыном Джоном Скоттом Гаррисоном в Норт-Бенд. В июне 1841 года Президент Джон Тайлер подписал закон о первой пенсии вдове президента, грант в размере $ 25.000 для миссис Гаррисон,.
Анна Гаррисон умерла 25 февраля 1864 года, в возрасте 88 лет и была похоронена на Уильям Генри Гаррисон Гробница Государственный мемориал в Норт-Бенд.